# Harpiocephalus mordax
Harpiocephalus mordax es una especie de murciélago de la familia Vespertilionidae.

## Distribución geográfica
Se encuentra en Laos Malasia, Birmania y Tailandia.